# Робуста
Кава робуста (лат. Coffea canephora, Coffea robusta) — вид рослин роду кави, квітуча рослина з сім'ї Rubiaceae. Хоч вона широко знана як Coffea robusta, рослина має наукове визначення Coffea canephora і має дві основні сорти: робуста і нганда. Походить з регіонів західної та центральної Субсахарської Африки. Була визнана окремим від арабіки видом у 1897 році.
Цей вид менш чутливий до захворювань, тепла і високої вологості ніж арабіка (Coffea arabica). Робуста дає більше плодів і вони швидше дозрівають. Період дозрівання становить близько 6 місяців, що робить можливим кілька врожаїв на рік.
Плоди нерівні та округлі, колір зерен може змінюватися від бежевого до сіро-зеленого. Їх зазвичай обробляють насухо, сушать в цілому з м'якушем і пергаментною оболонкою на сонці. А потім обробляють в відшаровувальних машинах, які витягують фактичні боби.
На робусту припадає 40 % світової продукції кави. Вона розповсюджена в Азії, Африці та Індонезії. З неї отримується м'якший напій, спроможний зберегти типовий аромат свого місцевого походження. Така кава містить більше кофеїну.
В абіогенезі ця рослина, стійка проти паразитів, швидко розвивається і може легко перевищити метрову висоту.

## Інтернет-ресурси
- Comparison Chart of Robusta to Arabica
- Robusta Coffee in Vietnam
- Jan 2008 ICO break down of all Coffee exports
- Jan 2008 ICO break down of Green

| Гібіскус | Це незавершена стаття про квіткові рослини. Ви можете допомогти проєкту, виправивши або дописавши її. |